# Lichtfalle

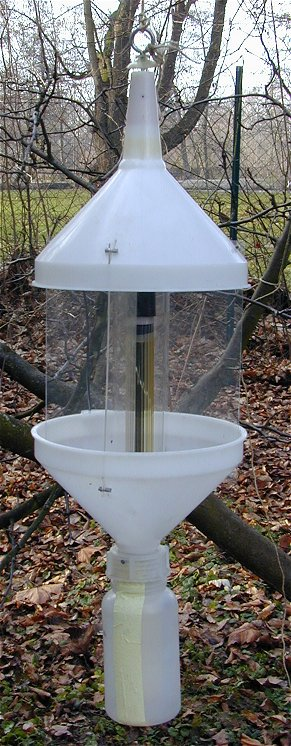
Lichtfalle „Walz“ 12 V, 8 W, („Schwarzlicht“)

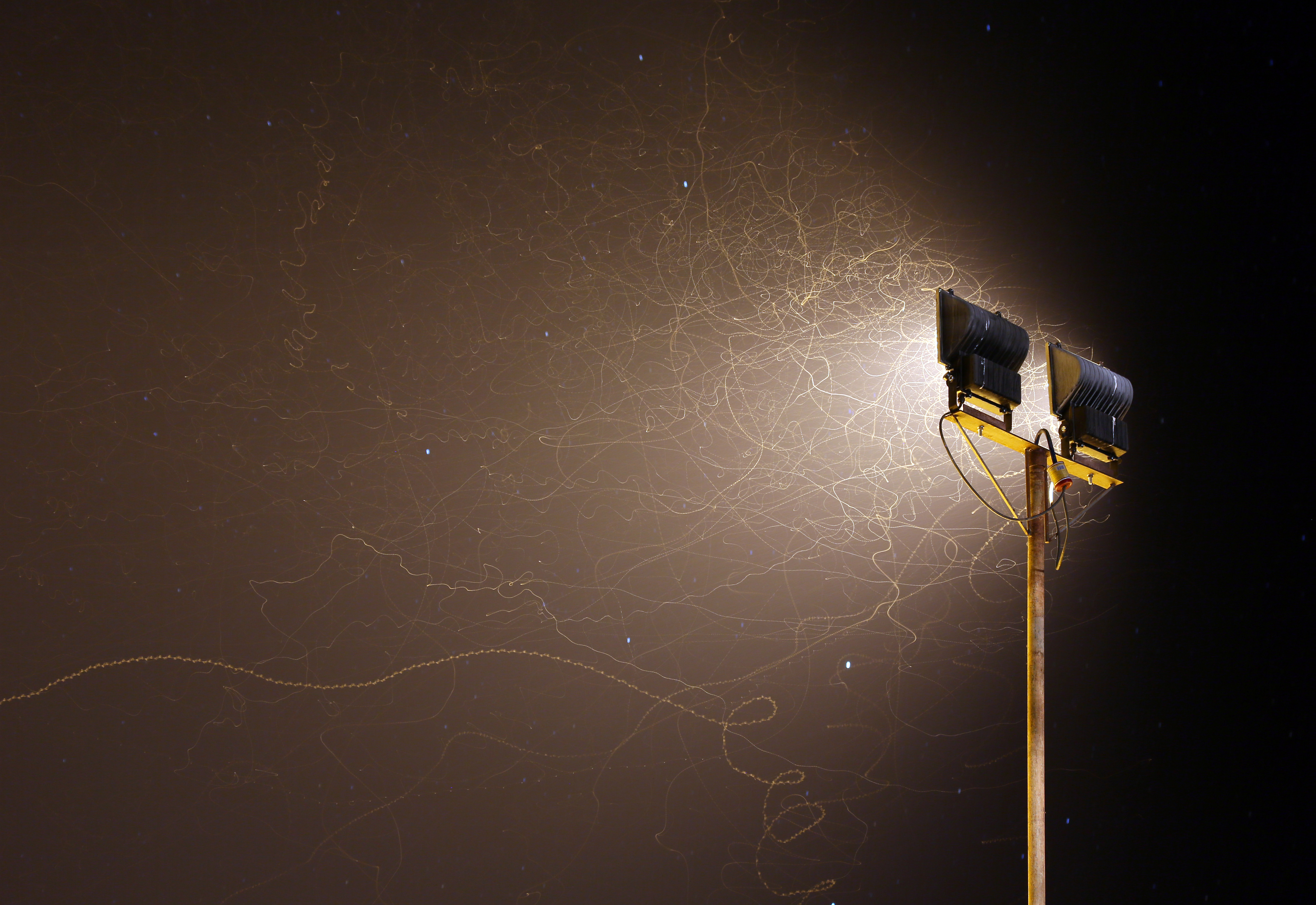
Viele Insekten werden von Lichtquellen angelockt.

Spektrale Zerlegung der Sonnenstrahlung: Sonnenlicht weist ein kontinuierliches Spektrum auf.

Empfindlichkeitsverteilung der menschlichen Fotorezeptoren in Stäbchen (schwarz gestrichelt) und den drei Zapfentypen (S, M und L).

Eine Lichtfalle ist eine Apparatur zum Fangen von nachtfliegenden Insekten mit Hilfe einer Lichtquelle.

## Wirkungsweise
Lichtfallen locken Insekten mit einem hohen Blaulichtanteil und/oder Ultraviolettstrahlung an. Die für Nachtfalter attraktivsten Spektralbereiche liegen bei Wellenlängen zwischen 350 und 550 Nanometer (mit besonderer Wirksamkeit um 420 Nanometer), also insbesondere in Bereichen, die für Menschen teilweise unsichtbar sind. Auch reine Ultraviolettlampen wirken anziehend, während Lampen ohne Emissionsanteil im ultravioletten Spektralanteil nur schwache Anlockung zeigen, obwohl es unzweifelhaft nachgewiesen ist, dass die Insekten dieses Licht sehen können.
Der Grund für die Anlockung ist nicht vollständig geklärt. Zur Erklärung sind verschiedene Hypothesen aufgestellt worden, von denen bis heute keine das Phänomen in allen Erscheinungsformen befriedigend aufklären kann.
- Kompasshypothese: Eine Hypothese ist, dass Insekten sich am Licht von Himmelskörpern orientieren.[4] Da Himmelskörper so weit entfernt sind, dass ihr Licht quasi als direktionale (also parallele) Lichtquelle erscheint, bleibt der Einfallswinkel zur Erde über lange Zeiten bzw. Strecken der gleiche. Nahe Lichtquellen (wie auch Lichtfallen) strahlen das Licht jedoch von einem Punkt aus ab. Insekten versuchen, die irrtümlich erkannte falsche Richtung zu korrigieren, und ändern ihren Winkel zur Lichtquelle. Da natürliches Licht normalerweise nicht exakt von oben kommt, ist der Winkel auch nicht exakt 90°. Dies treibt sie in eine Spiralbahn, und letztendlich in die Falle. Ein entsprechendes Bewegungsmuster wurde bei einer Schmetterlingsart, der Hausmutter (Noctua pronuba) nachgewiesen.[5] Die meisten Arten nähern sich der Lichtquelle allerdings nicht in einer entsprechenden Spiralbahn, sondern fliegen in gerader Linie darauf zu oder weisen andere Bewegungsmuster auf.
- Blendungshypothese: Einer anderen Hypothese zufolge stört die künstliche Lichtquelle die natürlichen Orientierungsmechanismen der Arten. Diese verlieren die Orientierung, wodurch es ihnen nicht mehr gelingt, den Einflussbereich der Lichtquelle zu verlassen. Viele Arten wie z. B. Schwärmer fliegen nicht direkt in die Lichtquelle, sondern setzten sich in einiger Entfernung dazu nieder.[6] Andere wie der Baumwollkapselbohrer (Heliothis zea) fliegen in einer Kreisbahn in definiertem Abstand zur Lichtquelle, auf der sie höchstens aus Erschöpfung direkt landen.[7] Die nächtliche Orientierung beruht möglicherweise aus einem fein austarierten Gefüge unterschiedlicher Sinnesreize, die durch die Stärke der künstlichen Lichtquelle aus dem Gleichgewicht gerät. Ebenso wie das menschliche Auge besitzt auch das Insektenauge außerdem eine Dunkeladaptation, die durch grelles Licht verloren geht.
- Polarisierungshypothese: Im Gegensatz zum menschlichen Auge können die meisten Insekten die Schwingungsebene von polarisiertem Licht sehen. In der Mehrzahl orientieren sie sich am Polarisationsmuster des Himmels zur Feststellung des Sonnen- oder Mondstands bei bedecktem Himmel, zur Findung von Wasserflächen,[8] zu innerartlicher Kommunikation[9] und zum Auffinden von Blüten,[10] die spezielle Polarisationsmuster anbieten. Die Reflexion polarisierten Lichts war bis zur Ankunft des Menschen ein nahezu untrügliches Anzeichen für Wasserflächen. Da auch die meisten Lichtfallen polarisiertes Licht abgeben, könnten sie als überstarker Ablenkungsreiz wirken. Sehr viele von Lichtfallen angelockte Arten leben in oder an Gewässern.

Weitere Hypothesen existieren in größerer Zahl. Vorgeschlagen wird unter anderem, dass viele Arten daran adaptiert sind, helle Lichtungen im Wald anzufliegen, für die die Lichtfalle einen überoptimalen Ersatzreiz bietet. Andere haben vermutet, das plötzliche helle Licht werde von den nachtaktiven Arten als Tageslicht fehlgedeutet, so dass sie sich zum Verstecken hinsetzen. Es ist nicht unwahrscheinlich, dass es gar keine einheitliche Erklärung gibt, die für alle Arten zuträfe.

## Fangradius und Einflussfaktoren
In welchem Radius eine Lichtfalle anlockend wirkt, ist schwierig allgemein vorherzusagen und hängt von zahlreichen Faktoren ab. Bei Kontrollversuchen unter wissenschaftlich kontrollierten Randbedingungen wurden Fangradien zwischen 3 und 150 Metern ermittelt. Typischerweise ist der Fangradius bei Schmetterlingen eher begrenzt und überschreitet nur in Ausnahmefällen 10 bis 15 Meter. Bei einer Untersuchung, bei der zusätzlich zu den Lichtfallen auch die tatsächliche Besiedlung der angrenzenden Biotope (durch Fang und Bestimmung der Raupen) festgestellt worden waren, wurden Populationen, die sich in 10 Meter Entfernung von der Lichtfalle (einem verbreiteten Standardmodell) entwickelten, nicht mehr angelockt. Insbesondere Wasserinsekten wie Eintagsfliegen oder Köcherfliegen werden aber teilweise über viele hundert Meter angelockt. Bekannte Einflussfaktoren auf die Fängigkeit sind u. a.: Wetter (bessere Fänge bei Wärme und hoher Luftfeuchte), Umgebungslicht (bessere Fänge bei Neumond und bei wenig zusätzlichen Lichtquellen im Umkreis), Zeitpunkt (je nach Art und Region unterschiedlich, z. T. in den frühen Nachtstunden, z. T. Höhepunkt um Mitternacht). Bekannt ist außerdem, dass Männchen stärker angelockt werden als Weibchen.

## Zweck
Lichtfallen werden sowohl zu wissenschaftlichen als auch zu wirtschaftlichen Zwecken verwendet. Zu ersteren gehört die Erforschung des Verhaltens und der Verbreitung nachtaktiver Insekten, vor allem von Nachtfaltern. Die Ermittlung des Verbreitungsgebietes ist statistisch mit einer einzelnen Lichtfalle kaum möglich; eine solche kann jedoch zur Erfassung der einzelnen Arten eingesetzt werden. Mit mehreren Fallen ist bei Kenntnis ihrer räumlichen Verteilung auch das quantitative Vorkommen von Insekten und ihre Habitatbindung (Bindung an einen Lebensraum) bestimmbar. Lichtfallen werden auch für den Lebendfang eingesetzt; sie müssen hierfür in kurzen Abständen geleert werden.
Privat und zum Beispiel in Bäckereien werden Mücken- und Wespenvernichter eingesetzt, die neben einer Lichtquelle oft ein mit Hochspannung beaufschlagtes Gitter oder einen Ventilator zur Tötung der Insekten enthalten. Alternativ dazu fangen Lockstofffallen Insekten mittels spezieller Duftstoffe.

## Kritik
Von Naturschutzorganisationen wird der Einsatz von Lichtfallen kritisiert, da diese Fallen auch seltene Insekten gefährden können.
Hinsichtlich der Artenerfassung muss die selektive Attraktivität der Fallen beachtet werden – verschiedene Arten fliegen die Lichtfallen nicht gleichermaßen intensiv an.